# خواكين ماريا لوبيز إي لوبيز
خواكين ماريا لوبيز إي لوبيز هو أستاذ جامعي ومحامي وعسكري وقاضي ووزير وكاتب وشاعر وسياسي إسباني، ولد في 15 أغسطس 1798 في بليانة في إسبانيا، وتوفي في 14 نوفمبر 1855 في مدريد في إسبانيا بسبب سرطان. نشط حزبياً في حزب التقدم. وقد انتخب عضو مجلس الشيوخ الإسباني ‏ وانتخب عضو مجلس النواب الإسباني ‏.